# Mikoyan-Gurevich PBSh-1
Con il nome di Mikoyan-Gurevich PBSh-1 (in russo Микояна и Гуревича ПБШ-1?, Mikojana i Gureviča PBŠ-1) viene identificato il progetto di un aereo da attacco al suolo realizzato in seno all'OKB 155 diretto congiuntamente da Artëm Ivanovič Mikojan e Michail Iosifovič Gurevič a partire dai primi mesi del 1940.
Il progetto, che in alcune occasioni viene indicato con la denominazione MiG-4 e ancora come "progetto 65", fu ben presto abbandonato in favore del successivo PBSh-2 ancora prima di giungere alla fase di prototipo.

## Storia del progetto
L'idea di un aereo da attacco al suolo "pesante" risale al mese di novembre del 1939, epoca in cui il connubio tra Mikojan e Gurevič era ancora riconosciuto come «OKO-1»; i due stavano lavorando al caccia «I-200» (che successivamente sarebbe entrato in produzione con il nome di Mikoyan-Gurevich MiG-1) e convennero di affiancarvi lo studio per un aereo da attacco inizialmente conosciuto come "Progetto 65".
In breve tempo l'idea divenne più concreta e il progetto per un «aereo d'attacco corazzato armato di cannoni» (in russo Пушечный Бронированный Штурмовик?, Pušečnyj Bronirovannyj Šturmovik) fu steso a partire dal mese di gennaio del 1940; risentiva della precedente esperienza maturata da Michail Gurevič a fianco di Sergej Aleksandrovič Kočerigin nella realizzazione di un altro aereo da attacco, il TSh-3, quando i due operavano all'interno del TsKB.
Il PBSh-1 era concepito con l'obiettivo di garantire la massima protezione al pilota, al motore e al carburante, doveva essere pesantemente armato e garantire una buona stabilità in volo, buona visibilità in avanti e verso il basso e fornire elevate prestazioni velocistiche a bassa quota.
Il disegno tradiva somiglianze con l'«I-200», rispetto al quale avrebbe dovuto avere dimensioni leggermente maggiori; ne fu approntato un mockup nel mese di luglio di quello stesso anno, ma all'epoca l'idea dei progettisti era già evoluta verso una nuova configurazione, identificata come PBSh-2, e il suo sviluppo venne repentinamente abbandonato anche a causa delle relazioni riportate dai vertici della V-VS al Commissariato del popolo per l'industria aeronautica («NKAP»), indicanti la superiorità di altri progetti contemporanei rispetto a quello del PBSh-1.

## Tecnica
Il PBSh-1 condivideva l'impostazione generale con il caccia I-200, progetto sviluppato su un'idea di Nikolaj Nikolaevič Polikarpov e poi dall'OKB diretto congiuntamente da Mikojan e Gurevič: monomotore, monoposto a cabina chiusa, monoplano ad ala bassa con impennaggio classico monoderiva e carrello d'atterraggio retrattile.

### Cellula
Il progetto stilato prevedeva che per la costruzione della fusoliera si ricorresse a una struttura in alcune parti realizzata in duralluminio mentre per la parte posteriore si preferissero tubi in acciaio cromato saldati, cellula rivestita da tessuto tranne nella parte anteriore dove era posizionato il propulsore. Particolarmente accurata era la scelta del posizionamento della blindatura della zona anteriore del velivolo e dell'abitacolo. Il primo doveva essere racchiuso anteriormente da una prima piastra corazzata dello spessore di 15,5 mm fronte marcia, alla quale se ne aggiungevano altre tre da 7,5 mm che lo avrebbero cinto sul fondo e ai lati, e un'ultima da 4,5 mm che lo chiudesse nella parte posteriore. La cabina di pilotaggio doveva essere protetta da due piastre, ciascuna di 7,5 mm, ai lati, una da 5,5 mm sotto il pilota e infine piastre da 15,5 mm posteriormente.
Il posizionamento dell'abitacolo era previsto nella sezione centrale della fusoliera e, da progetto, terminava all'altezza del bordo d'uscita alare, raccordandosi con la parte dorsale, anch'esso provvisto di dispositivi di protezione per il pilota dai colpi avversari. Il cupolino, sdoppiato, doveva essere apribile per scorrimento all'indietro grazie a un impianto pneumatico ed essere, inoltre, dotato di un sistema di rilascio di emergenza; il vetro doveva essere realizzato interamente in vetro antiproiettile, con uno spessore rispettivamente di 60 e 40 mm.
La velatura era di tipo monoplana, caratterizzata da una configurazione ad ala di gabbiano invertito, citata anche come a "doppia V", e dalla pianta trapezoidale, realizzata con struttura bilongherone in acciaio con centine e correnti in duralluminio, così come il rivestimento lavorante. La struttura era divisa in tre parti, con le sezioni esterne removibili e che integravano sul bordo d'uscita ipersostentatori di tipo Schrenk e alettoni realizzati anch'essi in duralluminio ma rivestiti di tela di lino.

### Motore
La propulsione avrebbe dovuto essere affidata a un motore Mikulin AM-38, progettato dall'OKB 34 diretto da Aleksandr Aleksandrovič Mikulin, un 12 cilindri a V di 60°, a ciclo Otto quattro tempi e raffreddato a liquido, in grado di sviluppare la potenza di 1 625 CV (1 195 kW) al decollo e che scendevano a 1 550 CV (1 140 kW) in quota, che trasmetteva il moto all'elica metallica, tripala e dal diametro di 3 m, tramite un riduttore di velocità con rapporto di 0,902. Particolare era il layout dell'impianto di raffreddamento: il radiatore per il liquido era alloggiato nello scompartimento corazzato dietro il sedile del pilota e riceveva il flusso d'aria per il raffreddamento tramite un canale di ingresso blindato, così come lo era anche quello dell'aria calda in uscita. Sia il radiatore sia il serbatoio del circuito di lubrificazione erano invece posizionati sotto il cambio del motore dietro l'armatura.
L'alimentazione, a benzina, era assicurata da due serbatoi posizionati dentro la corazzatura del velivolo, il principale con una capacità di 650 L situato sotto il sedile del pilota, il secondo, da 110 L tra il motore e il pannello con la strumentazione di bordo.

### Armamento
La dotazione offensiva prevista per il PBSh-1 comprendeva sei mitragliatrici ShKAS calibro 7,62 mm e due cannoni MP-3 calibro 23 mm. Queste ultime erano armi all'epoca allo stadio sperimentale, progettate da parte di un gruppo di tecnici guidati da Âkov Grigor’evič Taubin, che non raggiunsero mai la produzione in serie; la sigla (in cirillico «МП-3») indicava un «motocannone» (in russo моторпушка?, motorpuška), cioè un'arma che sarebbe stato possibile alloggiare tra le bancate dei cilindri di un motore a V.
Per i carichi di caduta erano previste due distinte stive in fusoliera e due rastrelliere subalari; il carico trasportabile (in diverse combinazioni) poteva arrivare a un massimo di 700 kg.

### Annotazioni
1. ↑  La denominazione del "costruttore" risulta scritta in modo diverso da quella del "progettista" poiché nel secondo caso la traslitterazione del cognome è effettuata secondo il sistema della traslitterazione scientifica, impiegato come standard convenzionale nelle pagine di Wikipedia in lingua italiana; allo stesso modo la denominazione assegnata al velivolo (ПБШ-1) viene traslitterata in modo differente dalle fonti di lingua inglese (PBSh-1) rispetto a quanto avviene utilizzando il metodo scientifico (PBŠ-1)
2. ↑  In russo «Тяжолый Штурмовик», traslitterato «Tiažolyi Šturmovik» («TŠ», oppure «TSh» secondo la traslitterazione effettuata secondo il metodo anglosassone dalla fonte utilizzata).
3. ↑  «Dipartimento Sperimentale di Progettazione», in russo «Опытно Конструкторское Отдел», traslitterato in «Opytno Konstruktorskoe Otdel» da cui la sigla «OKO».
4. ↑  La sigla («ЦКБ» in caratteri cirillici) indica «Ufficio Centrale di Progettazione» (dal russo «Центральное Конструкторское Бюро», traslitterato «Tsentralnoye Konstruktorskoye Byuro» secondo il sistema anglosassone).
5. ↑  Ancora una volta la sigla è relativa a quanto riportato dalle fonti di lingua inglese, mentre la traslitterazione scientifica risulta «PBŠ»
6. ↑  Dal russo «Народный Комиссариат Авиационной Промышленности» («НКАП») traslitterato «Narodnyj Komissariat Aviacionnoj Promyšlennosti».

### Fonti
1. 1 2 3 4  Микоян, Гуревич ПБШ-1, in Уголок неба (Angolo di Cielo).
2. 1 2  Gunston e Gordon, 1998, p. 25.
3. 1 2 3 4 5 6 7  Gunston e Gordon, 1998, p. 24.
4. ↑  Butowski e Miller, 1991, p. 40.
5. 1 2 3  Микоян, Гуревич ПБШ-1, in "Уголок неба (Angolo di Cielo)".
6. 1 2 3 4 5  Проект штурмовика - пикирующего бомбардировщика ПБШ-1, in "http://www.livejournal.com".
7. ↑  МП-6 23-мм авиационная пушка, in Уголок неба (Angolo di Cielo).